# Hogan Wharton

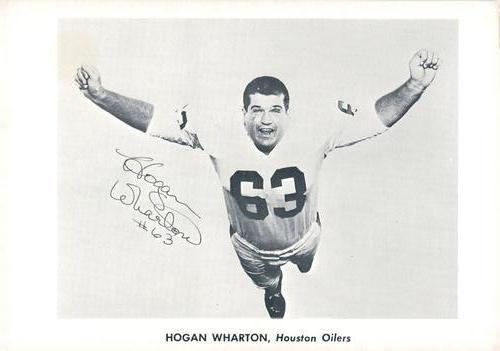

Robert Glen "Hogan" Wharton, född 13 december 1935 i Hood County i Texas, död 8 oktober 2008 i Sugar Land i Texas, var en amerikansk utövare av amerikansk fotboll som spelade för Houston Oilers i American Football League 1960–1963. Wharton spelade collegefotboll för Houston Cougars och han draftades 1958 av San Francisco 49ers i elfte omgången.